# Gabriele Müller-Oberhäuser
Gabriele Müller-Oberhäuser (* 9. Januar 1950) ist eine deutsche Buchwissenschaftlerin.

## Leben
Nach dem Abitur 1969 studierte sie von 1969 bis 1977 in Köln (Anglistik, Soziologie, Philosophie) (Stipendiatin der Studienstiftung des deutschen Volkes). Nach dem ersten Staatsexamen 1975 für das Lehramt an Gymnasium (Anglistik/Soziologie) absolvierte sie von 1977 bis 1979 das Bibliotheksreferendariat an der Universitätsbibliothek Marburg und in Frankfurt am Main/zweites Staatsexamen. Von 1980 bis 1983 war sie wissenschaftliche Mitarbeiterin am Institut für Buchwissenschaft der Universität Mainz. Nach der Promotion 1983 an der Universität zu Köln/Englisches Seminar (Anglistik/Dissertation über Geoffrey Chaucers Troilus and Criseyde) war sie von 1984 bis 1990 	Hochschulassistentin am Englischen Seminar der Universität Münster (Mediävistik). Nach der Habilitation 1990 in Münster (Habilitationsschrift über Buch und Lesen in der englischen Mystik des Spätmittelalters/Venia Legendi Englische Philologie unter Einschluß der Buchwissenschaft) war sie von 1990 bis 1993 Hochschuldozentin an der Universität Münster/Englisches Seminar (Mediävistik). Von 1993 bis 1998 lehrte sie als C 3–Professorin an der Universität Kiel: Englische Literatur des Mittelalters. Von 1998 bis 2015 hatte sie die C 4–Professur für Buchwissenschaft an der Universität Münster/Institut für Buchwissenschaft & Textforschung inne.
Ihre Forschungsschwerpunkte sind englische Literatur und Kultur des Spätmittelalters, Buchgeschichte Englands (insbes. Mittelalter und frühe Neuzeit), historische Leserforschung, Religion und Gewalt und Buchzensur.

## Schriften (Auswahl)
- Dialogsteuerung und Handlungsmotivierung in Chaucers Troilus and Criseyde (= Europäische Hochschulschriften. Reihe 14: Angelsächsische Sprache und Literatur. 158). Lang, Frankfurt am Main u. a. 1986, ISBN 3-8204-9612-2 (Zugleich: Köln, Universität, Dissertation, 1983).
- Cynna gemyndig. Sitte und Etikette in der altenglischen Literatur. In: Frühmittelalterliche Studien, Bd. 30 (1996), S. 19–59.
- Norture newe founde or auncyent. Zur Tradierung von Höflichkeitsregeln im englischen Spätmittelalter am Beispiel von William Caxtons "Book of courtesy". In: Hagen Keller (Hrsg.): Schriftlichkeit und Lebenspraxis im Mittelalter (= Münstersche Mittelalter-Schriften, Bd. 76). Fink, München 1999, S. 279–297, ISBN 3-7705-3365-8.
- Buchwissenschaft in Münster. In: Dietrich Kerlen (Hrsg.): Buchwissenschaft und Buchwirkungsforschung. Institut für Kommunikations- und Medienwissenschaft, Leipzig 2000, S. 57–66, ISBN 3-00-005796-X.
- Lesesozialisation und Enkulturation im Viktorianischen England – am Beispiel der Artusliteratur für junge Leser. In: Norbert Groeben (Hrsg.): Medienkompetenz. Voraussetzungen, Dimensionen, Funktionen. Juventa, Weinheim 2002, S. 25–43, ISBN 978-3-7799-1350-4.
- Lesende Mädchen und Frauen im viktorianischen England. Lesebiografische (Re-)Konstruktionen. In: Gabriela Signori (Hrsg.): Die lesende Frau (= Wolfenbütteler Forschungen, Bd. 121). Harrassowitz, Wiesbaden 2009, S. 345–383, ISBN 3-447-06007-7.
- "Wicked, seditious and traiterous books". Buchzensur im reformatorischen England im Spannungsfeld von Religion und Politik. In: Rottenburger Jahrbuch für Kirchengeschichte, Bd. 28 (2009), S. 117–138.
- "A valiant Jewish commander. Morells Libretto des "Judas Maccabaeus" im Kontext der englischen Literatur. In: Dominik Höink (Hrsg.): Gewalt – Bedrohung – Krieg. Georg Friedrich Händels "Judas Maccabaeus". V & R Unipress, Göttingen 2010, S. 55–84, ISBN 978-3-89971-718-1.
- "The press out to be open to all". Zensur in England im Zeitalter der Aufklärung. In: Hubert Wolf (Hrsg.): Inquisition und Buchzensur im Zeitalter der Aufklärung (= Römische Inquisition und Indexkongregation, Bd. 16). Schöningh, Paderborn 2011, S. 111–144, ISBN 978-3-506-77147-6.
- "Erased and put out of all the books". Zensur und Expurgation von Büchern in der englischen Reformation am Beispiel von Thomas Beckett. In: Frühmittelalterliche Studien, Bd. 51 (2017), S. 267–324.
- Wissentransfer im Buchdruck des sechzehnten Jahrhundert am Beispiel der Reformation. In: Udo Friedrich (Hrsg.) Transfer von Expertenwissen in der Frühen Neuzeit. Universitätsverlag, Göttingen 2018, S. 171–205, ISBN 3-86395-341-X.
- als Herausgeberin: Book gifts and cultural networks from the 14th to the 16th century (= Symbolische Kommunikation und gesellschaftliche Wertesysteme. 41). Rhema, Münster 2019, ISBN 978-3-86887-014-5.
- "Great Persecutions and Horrible Troubles". John Foxe, The Book of Martyrs und die englische Reformation. In: Andrea Strübind (Hrsg.): Märtyrerbücher und ihre Bedeutung für konfessionelle Identität und Spiritualität in der Frühen Neuzeit (= Spätmittelalter, Humanismus, Reformation, Bd. 109). Mohr Siebeck, Tübingen 2019, S. 99-126, ISBN 978-3-16-156538-0.
- Verbrennen oder korrigieren. Bücherverbrennungen und Bücherverstümmelungen unter Heinrich VIII. In: Kai Merten (Hrsg.): Konfessionspolitik und Medien in Europa 1500–1700. Konflikte, Konkurrenzen, Theorien (= Diskursivierung von Wissen in der Frühen Neuzeit, Bd. 4). De Gruyter Oldenburg, Berlin 2021, S. 39-60, ISBN 978-3-11-072517-9.